# Craibiodendron vietnamense
Craibiodendron vietnamense är en ljungväxtart som beskrevs av W.S. Judd. Craibiodendron vietnamense ingår i släktet Craibiodendron, och familjen ljungväxter. Inga underarter finns listade i Catalogue of Life.